# Heinrich Hartung I.
Heinrich Hartung I. (* um 1785; † 1849) war ein deutscher Kunstschreiner und Maler. Er kam um 1808 von Irlich bei Neuwied (heute zu Neuwied) nach Koblenz. Er gilt als Begründer der Koblenzer Künstlerdynastie Hartung (Heinrich Hartung II., Johann Hartung, Heinrich Hartung III. und Heinrich Hartung IV.). Zwei seiner künstlerisch hoch begabten Söhne wurden Maler und Bildhauer: Heinrich Hartung II. und Johann Hartung (* 1821). Beide halten auch nach 200 Jahren ein hohes künstlerisches Ansehen.